# Берецьке водосховище
 Берецьке водосхо́вище  — середнє руслове водосховище на річці Берека. Розташоване в Лозівському районі Харківської області.
- Водосховище побудовано в 1973 році по проекту Київського інституту ВНИПИСельЕлектро, та реконструйовано у 1976 році по проекту інституту Харківдіпроводгосп.
- Призначення — зрошення і риборозведення.
- Вид регулювання — багаторічне.

## Основні параметри водосховища
- нормальний підпірний рівень — 106,20 м;
- форсований підпірний рівень — 107,45 м;
- рівень мертвого об'єму — 101,20 м;
- повний об'єм — 9,25 млн м³;
- корисний об'єм — 6,25 млн м³;
- площа дзеркала — 328 га;
- довжина — 5,90 км;
- середня ширина — 0,48 км;
- максимальні ширина — 0,70 км;
- середня глибина — 2,80 м;
- максимальна глибина — 36,2 м.

## Основні гідрологічні характеристики
- Площа водозбірного басейну — 250,0 км².
- Річний об'єм стоку 50 % забезпеченості — 12,9 млн м³.
- Паводковий стік 50 % забезпеченості — 10,2 млн м³.
- Максимальні витрати води 1 % забезпеченості — 151 м³/с.

## Склад гідротехнічних споруд
- Глуха земляна гребля довжиною — 697 м, висотою — 7,7 м, шириною — 6 м. Закладення верхового укосу — 1:8, низового укосу — 1:2.
- Шахтний водоскид із монолітного залізобетону. Шахта овоідального січення з проточною частиною площею 71 м².
- Донний водоскид отвором 2×0,8 м перекритий шандорами.
- Водовідвідний тунель трьохвічковий січенням 3(2х3)м.

## Використання водосховища
Водосховище передбачене для експлуатації в мережі зрошувальних систем Лозівського району для забезпечення подачі води на полив 2430 га зрошуваних земель. Подача води здійснювалась на зрошувальні системи ЗС в радгоспі «Комсомольська Правда» та ЗС в радгоспах «Комунар — Перше Травня».
На даний час використовується для риборозведення приватним підприємством ПП «Рибгосп».

## Використання водосховища для зрошення
Зрошувальна система в радгоспі «Комсомольська правда» площею 1001 га введена в експлуатацію в 1974 р. для збільшення врожайності фруктових садів. Зрошування передбачалось виконувати дощувальним способом за допомогою 21 шт. дощувальних машин. На даний час сталевий магістральний трубопровід МТ-1-1 довжиною 2,6 км та діаметром Д-630 мм демонтований. В 2003 році було списано 845 га, залишилось 156 га.
Зрошувальна система в радгоспах «Комунар — 1 Травня» площею 1426 га введена в експлуатацію в 1976 р. для підвищення врожайності сільськогосподарських культур. Воду на полив передбачалось подавати по магістральному трубопроводу МТ-2 загальною протяжністю до НС-3 — 7,8 км, із них 3,8 км сталевого трубопроводу Д-630 мм демонтовано.
Водозабір на полив сільськогосподарських культур здійснюється Головною насосною станцією (ГНС), яка розташована в верхньому б'єфі водосховища. Будівля насосної станції напівзаглибленого типу розмірами 30×9 м, продуктивністю — 1,09 м³/с.

## Перспективи зрошення із водосховища
З метою відновлення подачі води на зрошення з Берецького водосховища Харківським Облводгоспом пропонується 2 варіанта:
- 1-й варіант — зрошення на площі 1000 га.

а) водозабір здійснювати пересувними насосними станціями СНП 75/100 або СНВ(д) 100/70 (одна насосна станція може забезпечити близько 100 га), встановлених на березі водосховища.
б) водозабір здійснювати реконструйованою ГНС колишнього радгоспу «Комсомольська Правда» продуктивністю 1,09 м³/с, далі необхідно прокласти 6,5 км магістрального трубопроводу (пластикова труба ПЭ 80 SPR — 10 атм.) діаметром — 630 мм. Попередня вартість виконання робіт з матеріалами — 40 млн грн.
Додатково до цією площі можливий полив до 70 га зі ставка Сиваш корисним об'ємом — 160 тис. м³ на землях, що обслуговуються НС-5 при зрошувальній нормі 2200 м³/га. При умові підкачки ставка Сиваш можливо збільшити поливну площу до 192 га.
- 2-й варіант — на ЗС радгоспів «Комунар — 1 Травня» — 1000 га.

Водозабір здійснювати ГНС радгоспу «Комсомольська Правда» потужністю 1,09 м³/с по магістральному трубопроводу МТ-2 (який потребує відновлення) вода подається в басейни-регулятори насосних станцій НС-2 і НС-3. Загальна протяжність магістрального трубопроводу становить 7,8 км, із них 3,8 км сталевого трубопроводу Д-630 мм демонтовано, залишився з/б трубопровід Д-1000 мм протяжністю 3,9 км. Для відновлення демонтованого трубопроводу необхідно прокласти пластикові труби ПЭ 80 SPR (10 атм.). Відновлення магістрального трубопроводу орієнтовно становить 26,5 млн грн.